# Municipio de Mirage (Nebraska)
El municipio de Mirage (en inglés: Mirage Township) es un municipio ubicado en el condado de Kearney en el estado estadounidense de Nebraska. En el año 2010 tenía una población de 890 habitantes y una densidad poblacional de 9,54 personas por km².

## Geografía
El municipio de Mirage se encuentra ubicado en las coordenadas 40°28′53″N 99°7′21″O / 40.48139, -99.12250. Según la Oficina del Censo de los Estados Unidos, el municipio tiene una superficie total de 93.3 km², de la cual 93,3 km² corresponden a tierra firme y (0 %) 0 km² es agua.

## Demografía
Según el censo de 2010, había 890 personas residiendo en el municipio de Mirage. La densidad de población era de 9,54 hab./km². De los 890 habitantes, el municipio de Mirage estaba compuesto por el 97,42 % blancos, el 0,45 % eran amerindios, el 0,22 % eran asiáticos, el 0,9 % eran de otras razas y el 1,01 % eran de una mezcla de razas. Del total de la población el 1,8 % eran hispanos o latinos de cualquier raza.